# Cyprusdwergooruil
De cyprusdwergooruil (Otus cyprius) is een vogel uit de orde van uilen (Strigiformes). De vogel wordt ook als ondersoort van de dwergooruil (O. scops cyprius) beschouwd.

## Verspreiding
Het is een endemische vogelsoort van Cyprus.

## Status
De grootte van de populatie is in 2015 geschat op 10-24 duizend volwassen vogels. Op de Rode lijst van de IUCN heeft deze soort de status niet bedreigd.